# Paradigma ecléctico
El paradigma ecléctico es una teoría económica que también se conoce como el modelo OLI, por las siglas en inglés de “Ownership” (propiedad), “Locational” (localización) e “Internalization” (internalización). 
El modelo es un desarrollo superior de la teoría de la internalización y fue publicado por John H. Dunning en 1980.

## Características del modelo
Esta teoría como modelo de la inversión extranjera directa (IED), defendida por el economista británico John Dunning, afirma que además de los diversos factores que infieren en la decisión de que una compañía realice IED, propone a las ventajas de la ubicación que explican la naturaleza y destino de IED.  Con la expresión ventajas de la ubicación, Dunning se refiere a las ventajas de aprovechar los recursos o activos propios de determinado lugar en el extranjero y que a una empresa le resultan valiosos para combinar con sus propias ventajas exclusivas (como conocimientos tecnológicos, de marketing o administrativos).  Dunning acepta el argumento de la teoría de la internalización de que las fallas del mercado dificultan que una empresa conceda licencias sobre sus activos exclusivos (conocimientos técnicos). MC Graw HILL Negocios Internacionales

Para Dunning, no sólo la estructura de la organización es importante, por lo cual añade los siguientes elementos:
- Ventajas de la propiedad (“O advantages”): Elementos como marca, técnica de producción, las capacidades empresariales, rendimientos de escala.
- Ventajas de localización (“L advantages”): Elementos tales como existencia de materias primas, los bajos salarios, los impuestos especiales o aranceles.
- Ventajas de internalización (“I advantages”): Elementos como ventajas por la producción propia en lugar de producir a través de un acuerdo de asociación, tales como licencia o una empresa conjunta.[1]

La idea detrás del Paradigma Ecléctico es la de integrar varias teorías aisladas de la economía internacional en un solo enfoque.
Existen tres formas básicas de actividades internacionales de las empresas que se pueden distinguir: Exportación, inversión extranjera directa y de licencias
Los llamados factores- OLI clasifican en 3 categorías de ventajas: propiedad, localización e internalización.

## Ventajas "O" ("Ownership", Propiedad)
Una condición previa para las actividades internacionales de una empresa son la disponibilidad de las ventajas de propiedad. Estas ventajas pueden ser tanto material como inmaterial. Estas expresan las ventajas que tiene una empresa en los mercados extranjeros y desconocidos.
Según Dunning dos tipos diferentes de inversión extranjera directa se pueden distinguir:
Inversiones basadas en recursos, “Resource seeking”: Las cuales buscan establecer el acceso a materiales básicos como materia prima u otros factores de entrada, el mercado en búsqueda de inversiones se hacen para entrar en un mercado ya existente o crear un nuevo mercado.
Inversión basada en eficiencia, “Efficiency seeking”: Actividades en búsqueda de inversiones en eficiencia, inversiones estratégicas y las inversiones que buscan el desarrollo.

## Ventajas "L" ("Location", Localización)
El paradigma ecléctico también contrasta la dotación de un país de recursos y la posición geográfica (que proporciona las ventajas de localización) con recursos a las empresas (ventajas de la propiedad).
Las empresas desean hacer una inversión extranjera directa en el extranjero con el fin de capturar las rentas de sus ventajas. Sin embargo, si el país cuenta con ventajas de localización, como la existencia de empresas locales sólidas, estos son más propensos a enfatizar la exportación. Las posibilidades de que la nación tiene sólo las empresas débiles, como en la mayoría de los países en desarrollo, conduce a los resultados opuestos. Estas condiciones son similares a los sugeridos por el modelo del diamante de Porter de la competitividad nacional.

## Ventajas "I" ("Internalization" Internalización)
Si una empresa tiene ventajas de la propiedad como tener conocimiento sobre el mercado de destino en el extranjero, por ejemplo, el personal con conocimientos de idiomas, información sobre los permisos de importación, los productos adecuados, los contactos entre otros elementos; generan el desarrollo de contratos de licencia. La licencia es menos costosos que las otras formas de internalización.
Si hay ventajas de internalización, la empresa puede invertir más capital en el extranjero. Esto se puede lograr mediante la exportación en forma de una filial de la exportación.
La IED es la actividad más intensiva de capital que una compañía puede elegir. Según Dunning, se considera que las ventajas de localización son necesarios para la inversión extranjera directa.